# Академія наук Туркменської РСР
Акаде́мія нау́к Туркме́нської РСР — вища наукова установа Туркменської РСР.
Заснована 1951 на базі Туркменського філіалу АН СРСР, перебувала в місті Ашхабаді.
Президент — Г. А. Чариєв.

## Сучасний стан
У 1991 році після здобуття незалежності Туркменістаном була перейменована у «Академію наук Туркменістана».
У 1998 за указом президента Туркменії Сапармурата Ніязова була ліквідована. Після його смерті декілька років підтримувалась добровольцями.
12 червня 2009 за указом нового президента Гурбангули Бердимухамедова була відновлена на державному рівні. 1 Лютого 2019 підписав указ про позбавлення академії фінансування протягом 3 років.

## Склад і структура
До складу АН (1958) входять три відділи:
- 1) фізико-технічних, геологічних і хімічних наук,
- 2) біологічних наук,
- 3) суспільних наук.

В системі АН 9 інститутів, ботанічний сад, ряд музеїв, Туркменська археологічна комплексна експедиція та інших наук. установи.
В складі АН (1959) — 2 почесні академіки, 12 академіків і 18 членів-кореспондентів.

## Проблематика досліджень
В плані наукових робіт велика увага приділяється:
- вивченню продуктивних сил республіки,
- питанням геології,
- антисейсмічного будівництва,
- використанню хімічної сировини,
- розвитку хімічної промисловості,
- енергетичних і водних багатств,
- тваринництва,
- іригаційним проблемам та іншим.

## Видавнича діяльність
1957 інститути АН опублікували близько 40 наукових праць, в тому числі «Історію Туркменської РСР» (2 тт.), збірник праць з філософії, переклад давньоіндійського епосу «Махабхарата» (4 тт.).
АН Туркменської РСР здійснювала творчу співдружність з науковими установами СРСР, підтримувала зв'язки з зарубіжними вченими.

## Видання Академії
Видавалися «Вісті» та інші праці.